# バールソン (攻撃輸送艦)
バールソン（英語: USS Burleson(APA-67)）はアメリカ海軍のギリアム級攻撃輸送艦10番艦。
名称はテキサス州バールソン郡にちなむ。

## 艦歴
バールソンはアメリカ海事委員会の契約に基づき、1944年4月22日カリフォルニア州ウィルミントンのコンソリデーテッド・スチール造船所にて起工、同年7月11日にダリル・Ｆ・ザナック夫人スポンサーのもとで進水した。
11月7日にアメリカ海軍により取得され、翌日就役。
公試訓練でサンディエゴからターミナル島へ向かい現地にて調整、修理を終え1945年1月17日に太平洋南西部に向かった。
その後、2月3日から11日にかけてラッセル諸島に停泊した後、ガダルカナル島に移動した。
バールソンはガダルカナル島からツラギ島にかけて様々な海域で3月中旬まで揚陸訓練の指揮をした。
1945年3月15日にウルシー環礁へ出発し、沖縄戦に向けた準備を完了させ護衛船団を結成して27日に琉球諸島へ向けて出港した。
4月1日の朝、バールソンは沖縄に到着し、翌日から4月7日にかけて強襲及び占領任務に従事した。
物資や兵員を揚陸した後、沖縄からグアムを経由して真珠湾へ移動し、4月23日に真珠湾に到着した。
その後、マウイ島で2か月間複数の揚陸訓練を指揮した後、真珠湾海軍基地で修理を受けた。
6月25日、バールソンはエニウェトク環礁とウルシー環礁を経由して再度沖縄に入港し、中城湾で貨物と兵員を下船させた。この時点で終戦を迎えたがバールソンは8月末まで沖縄に留まった。 9月5日から仁川に向け出発し、9月8日に兵士と貨物を送り届けた。
その後、沖縄に戻り同月26日まで琉球諸島内の輸送任務に従事した。
アメリカ海兵隊第1海兵師団を乗せて中国の大沽に向けて出発、現地で5日かけ兵士と貨物を下船させた。
以降はマジック・カーペット作戦に割り当てられ太平洋の各地に残る兵士をアメリカ西海岸まで送り届けた。
バールソンは第1統合任務部隊（Joint Task force 1）に任命されビキニ環礁で1946年の夏に行われるクロスロード作戦に向け改装を受けた。
この実験では核兵器の生物に対する病理学的影響を調査するためヤギやモルモット、ラットなどの実験用動物が導入された。
バールソンは研究所として動物用の柵や飼料ビン、解剖室が設置された。
1946年6月、実験用の動物を乗せ出港、同月14日にビキニ環礁へ到着した。
これは第1統合任務部隊の中で最も遅いものであった。
クロスロード作戦の終了後、バールソンはバージニア州ノーフォークで放射能の除染作業が行われ、報告のためリトルクリーク海軍揚陸基地に移動した。
同年11月9日に退役したが予備役として現地に残り荷役の練習艦として残された。
1956年10月5日にIX-67（非分類雑役艦）として再分類されたがアメリカ海軍船籍簿から除籍される1968年まで練習艦として運用された。
同年11月20日にスクラップとして売却された。
バールソンは第二次世界大戦中1つのバトルスターを授与された。